# Anarchic System
Anarchic System was een Franse popband, opgericht in Lille door Olivier Toussaint en Paul de Senneville.

## Bezetting
- Gilles Devos[2] (zang)
- Jacques Deville[3] (zang, gitaar)
- Patrick Verette[4] (basgitaar)
- Christian Lerouge[5] (piano, minimoog)
- Michel Dhuy[6] (drums)
- John Turton[7]

## Geschiedenis
De bandleden maakten deel uit van andere bands uit het rockcircuit van Noord-Frankrijk. Ze waren goed bevriend toen ze in 1972 door Paul de Senneville (van Delphine Records) de kans kregen om de cover Popcorn op te nemen. Ze werden gekozen vanwege het ongelooflijke vermogen van Christian Lerouge om een minimoog te gebruiken. Commercieel succes (700.000 exemplaren) gaf de band de kans om nog de twee andere singles Carmen Brasilia en Royal Summer uit te brengen, nog voordat ze in 1973 werden gecontracteerd.
De nummers van de band werden meestal gelinkt aan elektronische muziek vanwege de aanwezigheid van een keyboard in Popcorn, Carmen Brasilia en de lange versie van Generation. Andere singles werden echter beïnvloed door rockgenres. Hun invloeden waren onder andere Uriah Heep, Warhorse en Black Sabbath.
Hun liedjes werden geschreven door Paul de Senneville en Olivier Toussaint voor de eerste singles (inclusief Generation), daarna wisselden ze in C. Gordanne, C. Van Loo en I. Wira voor de volgende publicaties, maar slaagden er alleen in om hun eigen liedjes vast te leggen op de publicatie Goody Lady in 1977.
Aanleiding voor de oprichting was het idee om in het kielzog van het succes van Hot Butter van het instrumentale nummer Popcorn een met zang verrijkte versie te maken. Met de opname scoorde de band een hit in geheel Europa. In hun thuisland bereikte de single de 5e plaats, in Nederland belandde het nummer in de zomer van 1972 zelfs op de toppositie.
Terwijl de vijf muzikanten in het buitenland een eendagsvlieg bleven konden ze in Frankrijk tijdens de daaropvolgende jaren nog enkele single-successen scoren, waaronder een nummer 2-hit in de zomer van 1975 met Generation.

## Discografie

### Singles
- 1972: Pop Corn
- 1972: Carmen Brasilia
- 1973: Royal Summer
- 1973: Chérie Sha La La
- 1975: Nana Gili-Gili Gouzy Gouzy
- 1975: Generation
- 1976: Stop It
- 1983: Movie Star